# Jan Nepomuk Wański
Jan Nepomuk Wański (Jean Népomucène Wanski, * um 1805 in Russisch-Polen; † nach 1839, vermutlich in Aix-en-Provence) war ein polnischer Violinvirtuose und Komponist.
Wański studierte in Warschau und später in Paris bei Pierre Baillot. Er unternahm Konzertreisen durch Frankreich, Spanien und Italien und wurde Mitglied der Accademia di Santa Cecilia in Rom. Seit 1839 lebte er als Violinist und Violinlehrer in Aix-en-Provence, wo er vermutlich auch gestorben ist. Wański komponierte zahlreiche Violinwerke und verfasste auch Studienmaterialien.
Sein Vater Jan Wański (* 2. Juni 1756 in Bukówiec Górny, † um 1830) war ebenfalls Violinist und Komponist. Er schrieb mindestens zwei Opern: Pasterz nad Wisłą (Der Hirte an der Weichsel, 1786), und Kmiotek (Der Bauer, 1787–88). Diese Bühnenwerke sind verloren gegangen, nicht aber die beiden Sinfonien, in denen Wański sen. Themen aus den jeweiligen Ouvertüren verwendet. Außer mindestens einer weiteren erhaltenen Sinfonie schrieb Wański sen. Polonaisen, Mazurken, Militärmärsche, Chorwerke und Lieder.
| Personendaten    | Personendaten             |
| ---------------- | ------------------------- |
| NAME             | Wański, Jan Nepomuk       |
| ALTERNATIVNAMEN  | Wanski, Jean Népomucène   |
| KURZBESCHREIBUNG | polnischer Komponist      |
| GEBURTSDATUM     | um 1805                   |
| STERBEDATUM      | nach 1839                 |
| STERBEORT        | unsicher: Aix-en-Provence |